# Karl Wedenig
Karl Wedenig (* 3. Februar 1921 in Aschlberg, Gemeinde Eidenberg in Oberösterreich; † 3. September 1986 in Wien) war ein österreichischer Politiker (ÖVP) und Gewerkschaftssekretär. Wedenig war von 1970 bis 1979 Abgeordneter zum österreichischen Nationalrat.
Wedenig besuchte nach der Volks- und Hauptschule, die Landwirtschaftliche Landeslehranstalt Niederösterreich und war ab 1947 Bundessekretär des ÖAAB. Ab 1954 war er beruflich als Sekretär des Österreichischen Gewerkschaftsbundes und Bundessekretär der Fraktion Christlicher Gewerkschafter tätig. Des Weiteren war Wedenig Kammerrat der Kammer für Arbeiter und Angestellte für Wien und vom 31. März 1970 bis zum 22. Jänner 1979 Abgeordneter zum Nationalrat.